# Liste der Monuments historiques in La Devise
Die Liste der Monuments historiques in La Devise führt die Monuments historiques in der französischen Gemeinde La Devise auf.

## Liste der Bauwerke
| Bezeichnung       | Beschreibung                      | Standort                            | Kennzeichnung | Schutzstatus | Datum | Bild           |
| ----------------- | --------------------------------- | ----------------------------------- | ------------- | ------------ | ----- | -------------- |
| Kirche St-Laurent | Erbaut im 12. Jahrhundert         | Saint-Laurent-de-la-Barrière (Lage) | PA00105195    | Inscrit      | 1948  | weitere Bilder |
| Kirche St-Vivien  | Erbaut im 12. und 13. Jahrhundert | Vandré (Lage)                       | PA00105292    | Classé       | 1911  | weitere Bilder |

## Liste der Objekte
| Bezeichnung          | Beschreibung                                                                          | Standort                                                      | Kennzeichnung | Schutzstatus | Datum | Bild |
| -------------------- | ------------------------------------------------------------------------------------- | ------------------------------------------------------------- | ------------- | ------------ | ----- | ---- |
| Ensemble im Chorraum | umfasst PM17001355, PM17001356, PM17001357                                            | Saint-Laurent-de-la-Barrière, in der Kirche St-Laurent (Lage) | PM17001354    | Inscrit      | 1983  |      |
| Hochaltar            | Altar mit Tabernakel; Holz, farbig gefasst und vergoldet, 18. Jahrhundert             | Saint-Laurent-de-la-Barrière, in der Kirche St-Laurent (Lage) | PM17001355    | Inscrit      | 1983  |      |
| Zwei Kandelaber      | Holz, farbig gefasst und vergoldet, 18. Jahrhundert                                   | Saint-Laurent-de-la-Barrière, in der Kirche St-Laurent (Lage) | PM17001356    | Inscrit      | 1983  |      |
| Zwei Statuen         | Zwei Kandelaber in Engelsgestalt; Holz, farbig gefasst und vergoldet, 18. Jahrhundert | Saint-Laurent-de-la-Barrière, in der Kirche St-Laurent (Lage) | PM17001357    | Inscrit      | 1983  |      |
| Glocke               | Bronze, 1634 gegossen                                                                 | Saint-Laurent-de-la-Barrière, in der Kirche St-Laurent (Lage) | PM17001355    | Classé       | 1942  |      |
| Altar                | Altar mit Tabernakel; Holz, farbig gefasst und vergoldet, 18. Jahrhundert             | Vandré, in der Kirche St-Vivien (Lage)                        | PM17001438    | Inscrit      | 1984  |      |
| Kruzifix             | Holz, farbig gefasst, 17. und 19. Jahrhundert                                         | Vandré, in der Kirche St-Vivien (Lage)                        | PM17001680    | Inscrit      | 1989  |      |
| Gemälde Saint Vivien | Öl auf Leinwand, 19. Jahrhundert                                                      | Vandré, in der Kirche St-Vivien (Lage)                        | PM17002616    | Inscrit      | 2015  |      |